# Federação Brasileira de Foot-Ball (1915)
Die Federação Brasileira de Foot-Ball (FBF) war ein brasilianischer Sportverband.
Am 8. Juni 1914 wurde in Rio de Janeiro die Federação Brasileira de Sports (FBS) als erster brasilianischer Sportverband ins Leben gerufen, der mehrere Sportarten vertrat. Einer der Initiatoren war der Liga Metropolitana de Esportes Athleticos (LMEA) (Leichtathletikverband für Rio de Janeiro). Die LMEA hatte eine Spaltung der Liga Paulista de Foot-Ball (LPF), des ersten Fußballverbandes von São Paulo genutzt, um einer Abspaltung, der Associação Paulista de Esportes Atléticos (APEA), zur Anerkennung zu verhelfen, welcher daraufhin die LMEA auf dem Weg zum FBS zur Seite stand.
Der LPF war mit der Gründung des FBS nicht einverstanden. Der Präsident des LBF, Mário Cardim, schlug daher die Schaffung eines Verbandes vor, der sich für ganz Brasilien alleinig um die Belange des Fußballs kümmern solle. Am 3. März 1915 wurde dann ein entsprechendes Dokument unterzeichnet, um den Federação Brasileira de Foot-Ball (FBF) zu gründen. Mit der Unterstützung von Klubs aus Paraná und Rio Grande do Sul bat er am folgenden Tag, die Verbände aus Argentinien und Uruguay, mit denen der LPF bereits seit 1901 Beziehungen pflegte, um Unterstützung und beantragte nach Genehmigung der eigenen Satzung für den FBF am 15. August 1915 den Beitritt zum Internationalen Fußballverband (FIFA).
Nachdem der FBS erst auf einer Versammlung am 15. November 1915 Rechtsstatus erhielt, beantragte dieser selbst die Aufnahme bei der FIFA. Mitten im Ersten Weltkrieg hatte der oberste Fußballverband andere Sorgen. Er nahm eine diplomatische Haltung ein und wies beide Anträge zurück: „Reinigt es untereinander und kommt später wieder.“
Beide Verbände konnten sich aber nicht auf eine gemeinsame Haltung einigen. 1916 erhielten die LPF und die LMEA Einladungen des argentinischen Verbandes zur Feier des 100. Jahrestages der Unabhängigkeit Argentiniens, um zu dieser eine gemeinsame brasilianische Auswahl zu senden. Diese sollte an der Campeonato Sudamericano 1916 teilnehmen. Es war die erste anerkannte Südamerikameisterschaft im Fußball und gleichzeitig die erste Kontinentalmeisterschaft von Fußball-Nationalmannschaften weltweit. Da sich die Verbände nicht einigen konnten, wurde die Einladung zunächst zurückgezogen. Das Problem konnte am 21. Juni 1916 gelöst werden, als das Außenministerium unter Führung von Lauro Müller die Verbände FBS, FBF, LPF, APEA und LMEA versammelte. Am Ende der Sitzung wurden aus dem FBS und dem FPF der Confederação Brasileira de Desportos (CBD) und der Nationalmannschaft konnte an dem Turnier ab 2. Juli des Jahres teilnehmen.